# Nada Hafez
Nada Muhammad Hafez Ahmad Atawia (* 28. August 1997) ist eine ägyptische Säbelfechterin.

## Werdegang
Hafez begann im Alter von elf Jahren mit dem Fechtsport. Nach eigener Aussage schwamm und turnte sie zunächst, begleitete dann aber eine Freundin zum Fechten und entschied sich für diesen Sport. Sie ist im Säbelfechten aktiv und ficht mit der rechten Hand.  
Ihr erster internationaler Erfolg war der Gewinn der Bronzemedaille bei den Afrikameisterschaften 2014 in Kairo. Gemeinsam mit ihren Teamkolleginnen konnte sie sich zudem in der Mannschaft die Silbermedaille sichern. Im Folgejahr konnte das Team erneut Silber gewinnen. Im olympischen Jahr 2016 reichte es bei den kontinentalen Meisterschaften in Algier mit der Mannschaft nur zu Bronze. Nur wenige Tage später fand dort auch das kontinentale Qualifikationsturnier für die Olympischen Spiele in Rio de Janeiro statt. Dieses konnte Hafez gewinnen und sich somit im Alter von nur 18 Jahren erstmals für das größte Sportereignis der Welt qualifizieren. Dort unterlag sie in der ersten Runde der erfahrenen Venezolanerin Alejandra Benítez mit 11:15. 2018 folgte ihre erste und bis dato einzige Teilnahme im Einzel an den Fecht-Weltmeisterschaften. In Wuxi musste sich Hafez in der ersten Runde jedoch Jana Jegorjan deutlich mit 6:15 geschlagen geben. 
Wie auch schon 2016 konnte Hafez das afrikanische Qualifikationsturnier für die Olympischen Spiele 2020 gewinnen, die wegen der COVID-19-Pandemie um ein Jahr verschoben werden mussten. Nach einem Freilos in der ersten Runde wurde sie für ihren ersten Kampf gegen die Südkoreanerin Kim Ji-yeon gelost, die bei den Spielen 2012 in London die Goldmedaille gewann. Nach einem 4:15 musste Hafez der Südkoreanerin deutlich den Vortritt lassen.  
In der Saison 2022 gewann Nada Hafez erneut eine Silbermedaille im Einzel und eine Bronzemedaille mit der Mannschaft im Rahmen der Afrikameisterschaften in Casablanca. Saisonhöhepunkt waren jedoch die Weltmeisterschaften in ihrer Heimatstadt Kairo. Hafez trat lediglich im Mannschaftswettbewerb an, wo sie mit ihren Teamkolleginnen der Mannschaft aus China in der ersten Runde 28:45 unterlag. 2023 gewann sie bei den Afrikameisterschaften ihre erste Goldmedaille. Als Teil der ägyptischen Säbelmannschaft bezwang sie im Finale die Algerierinnen äußerst knapp mit 45:44 und sicherte sich somit ihren ersten Titel auf kontinentaler Ebene.
2024 sorgte Hafez an den Olympischen Spielen in Paris für Aufsehen, da sie das Turnier bestritt, während sie im siebten Monat schwanger war. Sie gewann das erste Säbelgefecht und stieß bis ins Achtelfinale vor.

## Persönliches
Hafez ist verheiratet und spricht Arabisch und Englisch. Sie hat einen Abschluss in Medizin an der Universität Kairo.